# Claude Martinand
Pour les articles homonymes, voir Martinand.
Claude Martinand est un haut fonctionnaire français né le 2 novembre 1944 à Lyon VIe et mort le 10 juin 2012 à Rueil-Malmaison.
De 1997 à 2002, il est le premier président de Réseau ferré de France.

## Biographie
Né le 2 novembre 1944 dans le 6e arrondissement de Lyon, Claude Martinand est ancien élève du lycée Louis le Grand, de l'École polytechnique (promotion 1964) et ingénieur général des ponts et chaussées.
Il fait ses débuts en Gironde, puis s'occupe d'urbanisme. Alors membre du Parti communiste français (PCF), il est directeur adjoint, puis directeur du cabinet de Charles Fiterman, ministre des Transports (1981-1984) ; il dirige ensuite l’Institut géographique national (IGN), puis passe quelques années au ministère de l'Équipement. Fondateur en 1997 de Réseau ferré de France (RFF), il préside cet établissement public jusqu'en 2002.
« Conseiller de l'ombre » en matière de « transports publics », il est vice-président du Conseil général des ponts et chaussées (2002-2008), puis du Conseil général de l'environnement et du développement durable (2008-2010). Il a été également président de l'Institut de la gestion déléguée.
Il prend sa retraite en novembre 2011, en restant simplement membre du collège de l'Autorité de régulation des activités ferroviaires et routières (ARAFER). meurt le 10 juin 2012 à Rueil-Malmaison, à l'âge de 67 ans. Ses obsèques sont célébrées le 15 suivant au cimetière du Père-Lachaise.

### Vie privée
Il est l'époux de Marie-Line Meaux.

## Ouvrages
- Guide de l'architecture dans les villes nouvelles de la région parisienne, Jean-Marie Duthilleul, Claude Martinand et Groupe Central des Villes Nouvelles, Hachette, 1979
- Le génie urbain, La documentation française, juin 1986
- L’expérience française du financement privé des équipements publics (direction et préface), Economica, 1993
- L’Europe à l’épreuve de l’intérêt général (collectif), Aspe Europe, 1995
- La régulation des services publics : concilier équité et efficacité (avec Jean-Hervé Lorenzi), ESKA, 1996
- La maîtrise des services publics urbains organisés en réseaux, Avis au CES, avril 2001
- Environnement et développement durable. L’indispensable mobilisation des acteurs économiques et sociaux, 18 mars 2003, avis au CES

## Décorations
Il est commandeur de la Légion d'honneur, de l'ordre national du Mérite et chevalier du Mérite agricole.
- Officier de l'ordre du Ouissam Alaouite (2012)[11].